# Sèrra de Comalada
La Sèrra de Comalada és una serra situada al municipi de Naut Aran a la comarca de la (Vall d'Aran), amb una elevació màxima de 2.247,5 metres.